# Daniel Křetínský
Daniel Křetínský (geboren 9. Juli 1975 in Brünn) ist ein tschechischer Unternehmer.

## Leben
Daniel Křetínský ist ein Sohn des Informatikers Mojmír Křetínský und der Juristin und ehemaligen Richterin am Tschechischen Verfassungsgericht Michaela Židlická. Er ist seit 2017 mit der tschechischen Springreiterin Anna Kellnerová liiert, der Tochter des 2021 tödlich verunglückten Unternehmers Petr Kellner und seiner Witwe, der Unternehmerin Renáta Kellnerová. Das Wirtschaftsmagazin Forbes bezifferte Křetínskýs Vermögen 2022 auf 9,7 Mrd. US-Dollar.
Křetínský studierte Jura an der Masaryk-Universität in Brünn und wurde promoviert. Im Jahr 1999 trat er in die Investmentfirma J&T ein und wurde dort 2003 Partner. 2009 gründete J&T die Energetický a Průmyslový Holding (EPH), und Křetínský wurde Vorsitzender mit zunächst 20 % der Anteile an der Gesellschaft, bevor er später Mehrheitsaktionär wurde (Stand 2019: 94 Prozent). 2018 hatten die rund 70 Unternehmen der Holding EPH nach eigenen Angaben knapp 25.000 Beschäftigte. 2017 erwirtschaftete EPH bei einem Umsatz von rund sechs Milliarden Euro einen operativen Ertrag von 1,9 Milliarden Euro.
EPH übernahm 2016 für einen (allenfalls symbolischen) negativen Kaufpreis die Lausitzer Braunkohlesparte des Energiekonzerns Vattenfall einschließlich Kraftwerken und Tagebauen, zudem musste Vattenfall 1,7 Milliarden Euro in Barmitteln einbringen, um die Verbindlichkeiten abzudecken.
Im Jahr 2011 wurde die Gesellschaft EP Global Commerce (EPGC) abgespalten, an der Křetínský nunmehr 53 % der Anteile hält. Die EPGC erwarb 2018 ca. 40 % der Anteile am Handelsunternehmen Metro AG. Im Juli 2019 machte EPGC ein Übernahmeangebot, das die anderen Metro-Großaktionäre zurückwiesen. Stand Anfang 2025 betrug sein Anteil 49 %. Im Februar 2025 schlossen Metro AG und EPGC eine Delisting-Vereinbarung, die u. a. ein Delisting-Erwerbsangebot enthielt, im Rahmen dessen EPGC Aktionären der Metro AG anbot, alle noch nicht von ihr gehaltenen Aktien der Metro AG zu erwerben. Mit der Übernahme der Aktien aus dem Streubesitz wird EPGC Mehrheitseigner der Metro AG. Mit den Metro-Großaktionären Beisheim Holding und Meridian Stiftung, die ihre gemeinsamen Anteile an der Metro AG in Höhe von 24,99 % nicht abtraten, schloss EPGC eine Gesellschaftervereinbarung ab.
2024 erwarb Křetínský über die EP Corporate Group von ThyssenKrupp 20 % der Anteile an deren Stahlsparte Thyssenkrupp Steel Europe. Laut Medienberichten die im Januar 2025 erschienen, ist Kretinsky als möglicher Käufer des Energiekonzerns Uniper im Gespräch, der seit 2022 im Besitz der Bundesrepublik Deutschland ist.
Křetínský ist zudem Mehrheitsaktionär der Unternehmensholding Czech Media Invest (CMI), der mehrere tschechische Print- und Hörfunkmedien gehören, darunter die Boulevardzeitung Blesk. Im Oktober 2019 erwarb CMI einen vierprozentigen Anteil am deutschen Medienkonzern ProSiebenSat.1 und kündigte dabei weitere zukünftige Beteiligungen an europäischen Medienunternehmen an. Křetínský hält bereits eine Minderheitsbeteiligung an der französischen Zeitung Le Monde. Über seine Holdinggesellschaft Czech Media Investment (CMI) besitzt er außerdem mehrere französische Pressetitel wie Elle, Télé 7 Jours, das Debattenmagazin Franc-Tireur und das Nachrichtenmagazin Marianne, die er vom Medienkonzern Lagardère erworben hat. Auch den Verlag Editis übernahm er im Juli 2023 von Lagardère. Seit 2024 kontrolliert er 53,7 % der französischen Einzelhandelskette Casino und hält 29,9 % der Anteile des französischen Einzelhandelsunternehmens Fnac Darty.
Křetínský ist seit 2004 Miteigentümer und Präsident des Fußballclubs Sparta Prag. In Großbritannien hält er seit 2011 27 % der Anteile am Fußballclub West Ham United und ist seit 2024 alleiniger Eigner des Postdienstleisters Royal Mail. In den Niederlanden hält er Anteile an Post NL, der niederländischen Post.